# Vollenhovia longiceps
Vollenhovia longiceps är en myrart som beskrevs av Carlo Emery 1893. Vollenhovia longiceps ingår i släktet Vollenhovia och familjen myror. Inga underarter finns listade i Catalogue of Life.